# Prochoerodes
Prochoerodes is een geslacht van vlinders van de familie spanners (Geometridae), uit de onderfamilie Ennominae.

## Soorten
- P. accentuata Barnes & McDunnough, 1918
- P. amplicineraria (Pearsall, 1906)
- P. artemon Druce, 1891
- P. cristata Warren, 1901
- P. fleximargo Dognin, 1902
- P. forficaria (Guenée, 1858)
- P. gibbosa Bastelberger, 1908
- P. lineola Goeze, 1781
- P. nonangulata Strecker, 1899
- P. pilosa Warren, 1897
- P. transtincta Walker, 1860